# Younes El Jai
Pas d'image ? Cliquez ici

a Compétitions nationales et continentales officielles uniquement.

Dernière mise à jour le 7 avril 2025.
Younes El Jai, né le 20 novembre 1990 à Moissac, est un joueur français de rugby à XV évoluant au poste de talonneur.

## Carrière
Younes El Jai commence par faire de la boxe, puis du football. C'est à l'âge de seize ans qu'il décide de jouer au rugby. Il débute en tant que troisième ligne aile, au sein de l'Avenir moissagais, avant de rejoindre l'école de rugby du SU Agen,. Il rejoint ensuite le centre de formation du club à l'âge de dix-neuf ans sur proposition d'Henry Broncan,.
En 2011, il quitte Agen pour rejoindre la Pro D2 et le SC Albi.
En 2015, il rejoint le club de Soyaux Angoulême XV Charente en Fédérale 1. À l'issue de la saison 2015-2016, il retrouve la Pro D2 avec son club.
En juin 2022, après une saison sans jouer à cause d'une blessure au dos, il met un terme à sa carrière de joueur.

## Palmarès
Néant.